# Kitty Tsui
Kitty Tsui (Hong Kong, 4 de septiembre de 1952) es una poeta, actriz, escritora y culturista sinoestadounidense. Es conocida por ser la primera ciudadana chino-estadounidense lesbiana en publicar un libro, titulado Words of a Woman who Breathes Fire, que salió en 1983.

## Vida personal
Nació en Hong Kong, donde vivió allí con su abuela, la actriz china Kwan Ying Lin, hasta los cinco años. Más adelante se trasladó con sus padres a Liverpool (Inglaterra), hasta que emigraron a los Estados Unidos, hasta San Francisco (California), en 1968. Estudió en el instituto Lowell. Tsui se graduó en la Universidad Estatal de San Francisco en 1975 con una licenciatura en Lengua y Literatura Inglesas.
Tsui salió del armario como lesbiana en 1973, a los 21 años, y fue rechazada por la mayoría de su familia y amigos. Tras la muerte de una amiga en 1986, Tsui comenzó a practicar culturismo. Dice que el culturismo le ha permitido amarse a sí misma y desafiar los estándares de belleza masculinos.

## Carrera

### Escritura
Es autora de Words of a Woman who Breathes Fire (el primer libro conocido de una lesbiana chino-estadounidense, publicado en 1983), Breathless (una colección de relatos eróticos relacionados con el BDSM que ganó el Firecracker Alternative Book Award, publicado en 1996) y Sparks Fly (una novela escrita desde la perspectiva de un marroquinero gay en San Francisco, publicada en 1997). También ha publicado en más de noventa antologías y revistas.
Salió del armario como mujer de cuero en 1988. Escribió la primera columna de esta subcultura BDSM en el Medio Oeste (llamada "Leathertalk: Top to Bottom", y se publicó en Chicago Nightlines), impartió talleres y presentaciones sobre el cuero, y fue jurado en concursos de cuero, como el International Ms. Leather. Escribió el artículo "Sex does not equal death" para la antología de 1996 The second coming: a leatherdyke reader, editada por Patrick Califia y Robin Sweeney.

### Actuación
Tsui ha actuado en producciones teatrales con la Asian American Theater Company y el Lilith Women's Theater, y ha aparecido en cinco películas, entre ellas Nice Chinese Girls Don't: Kitty Tsui, Framing Lesbian Fashion y Women of Gold. Tsui fue miembro fundador de Unbound Feet, el primer grupo de actuación de mujeres asiático-americanas, y miembro de Unbound Feet Three.

### Culturismo
En 1986, Tsui ganó la medalla de bronce en los Gay Games II, y una de oro en la siguiente edición, celebrada en Vancouver (Canadá). Ha participado en diversos campeonatos y competiciones de culturismo.

### Premios y activismo
Es ampliamente reconocida como líder del movimiento queer asiático de las islas del Pacífico en San Francisco. En 2016, recibió el Premio Phoenix de la Comunidad de Mujeres Transexuales y Asiáticas de las Islas del Pacífico por sus contribuciones a la comunidad del cuero de San Francisco y su trabajo como autora, activista y miembro fundador de Unbound Feet. En 2018, fue incluida en el Salón de la Fama de Alumnos de su alma mater, la Universidad Estatal de San Francisco. En 2019 se le encargó la creación de un poema/vídeo para una exposición digital en el Smithsonian Asian Pacific American Center titulada "A Day in the Life of Queer Asian Pacific America". Fue una de las doce poetas queer de Estados Unidos seleccionadas para este honor. Lambda Literary incluyó a Tsui en la lista de las 50 escritoras lesbianas y gays más influyentes de Estados Unidos.